# Cassida piperata
Cassida piperata — жук підродини щитоносок з родини листоїдів.

## Поширення
Поширений на Далекому Сході Росії, у Китаї, Японії, Кореї, на Філіппінських островах (о. Лусон), на Тайвані та у В'єтнамі.

## Екологія та місцеперебування
Кормові рослини — амарантові (Amaranthaceae) і лободові (Chenopodiaceae): альтернантера сидяча (Alternanthera sessilis), альтернантера японська (Achyranthes japonica), Amaranthus ascendens, Amaranthus mangostanus, целозія периста (Celosia argentea), ахірантес (Achyranthes), Atriplex subcordata, буряк звичайний (варітети: Beta vulgaris var. altissima і Beta vulgaris var. flavescens), Лобода біла (вариетет: Chenopodium album var. centrorubrum), Commelina nudiflora.